# Вашку Гонсалвіш
Ва́шку душ Са́нтуш Гонса́лвіш (порт. Vasco dos Santos Gonçalves; *3 травня 1922, Лісабон — †11 червня 2005, Алмансіл) — португальський політик і генерал. Був 2-м прем'єр-міністром Португалії після Революції гвоздик, з 18 липня 1974 до 19 вересня 1975 року.

## Біографія
В політику увійшов будучи полковником інженерних військ, на розширеному засіданні Координаційного комітету так званого Капітанського руху у грудні 1973 року (порт. Movimento dos Capitães), що відбулось в Кошта-да-Капаріка (Алмада). Приєднався до Редакційної комісії програми Руху збройних сил (порт. Movimento das Forças Armadas), ставши елементом зв'язку з Коштою Гомішом.
Будучи членом Координаційного комітету Руху збройних сил, пізніше став прем'єр-міністром, завжди належав до тієї групи військових, що знаходились у тісному зв'язку з комуністичною партією. Пробув на посаді глави уряду до подій 25 листопада 1975 року, коли втратив свою впливовість.
Як прем'єр-міністр, запровадив аграрну реформу, націоналізацію найбільших приватних засобів виробництва (банки, страхування, громадський транспорт, сталь та ін.), ввів мінімальну заробітну плату для державних службовців, запровадив відпускну субсидію (13-ту зарплату) та Різдвяну субсидію (14-ту зарплату).
Вступив до комуністичної партії вже після того, як склав повноваження прем'єр-міністра Португалії.
Помер в Алмансілі, під час плавання в басейні свого брата в результаті синкопе, 11 червня 2005 року, у віці 83 років.